# Shenyang J-5
Shenyang J-5 (chiń. 歼击机-5) – pierwszy produkowany seryjnie w Chinach samolot myśliwski. Maszyna była licencyjną wersją radzieckiego MiG-17F.

## Historia

### Geneza
Samoloty myśliwskie były priorytetem dla sił powietrznych ludowych Chin. Pierwsze tego typu maszyny z napędem odrzutowym, samoloty MiG-15 zostały dostarczone do kraju dzięki współpracy z największym wówczas sojusznikiem, Związkiem Radzieckim. W Chinach otrzymały one miejscowe oznaczenie J-2. Chińskie samoloty wzięły udział w walkach z amerykańskimi samolotami podczas wojny koreańskiej. Doświadczenia wyniesione z walk nie były zbyt zachęcające dla chińskich władz. Poziom wyszkolenia chińskich pilotów okazał się zbyt niski, a konstrukcja MiG-15 ustępowała maszynom North American F-86 Sabre. W zaistniałej sytuacji Chińczycy podjęli decyzję o wprowadzeniu na uzbrojenie nowocześniejszej konstrukcji. Pierwszą z nich była zmodernizowana wersja MiG-15bis, który otrzymał oznaczenie J-3. Amerykanie nie pozostawali w tyle i swoje Sabre poddawali również kolejnym modernizacjom, zapewniając im odpowiednią przewagę. Tym razem podjęto bardziej zdecydowane działania, decydując się na zakup w Związku Radzieckim licencji na najnowszy produkt Miga jakim był wówczas samolot MiG-17. Uruchomiono linie montażową samolotu J-4, jak oznaczono miejscową wersje MiGa-17, ale wszystkie wyprodukowane w ten sposób samoloty pochodziły z zestawów przywiezionych z Kraju Rad. Nie było potrzeby kontynuowania produkcji jako, że w październiku 1954 roku zapadła ważna decyzja.

### Projekt
W październiku 1954 roku Chiny podpisały umowę o licencyjnej produkcji na terenie kraju najnowszej wersji MiGa-17, MiG-17F. Samolot charakteryzował się zastosowaniem nowego turbinowego silnika z WK-1F z dopalaczem. Na podstawie umowy Związek Radziecki przekazał Chinom dokumentację techniczną, dwa samoloty wzorcowe, piętnaście zestawów do montażu na miejscu oraz części i podzespoły umożliwiające budowę następnych dziesięciu sztuk samolotów. Do swojego dziewiczego lotu maszyna zbudowana z części przywiezionych z ZSRR wzbiła się 8 kwietnia 1955 roku. Pierwszy samodzielnie zbudowany od podstaw samolot poleciał rok później, 19 lipca 1956 roku. Według dostępnych informacji wyprodukowano łącznie 767 samolotów myśliwskich wersji J-5 i J-5A.

## Wersje
- J-5 – podstawowa, jednomiejscowa wersja dziennego samolotu myśliwskiego. Oznaczenie J-5 otrzymała w 1964 roku. Wcześniej samolot określano jako Typ 56 lub Dongfeng-101. Montaż wersji J-5 zakończono w 1969 roku.
- J-5A – samolot będący licencyjną wersją radzieckiego MiG-17PF. Samolotu wyposażonego w radiolokacyjny celownik RP-1 dzięki czemu w odróżnieniu od J-5 mógł działać o każdej porze doby w każdych warunkach atmosferycznych. Samolot wszedł do produkcji w 1964 roku, ale za jego montaż odpowiadały zakłady w Chengdu. Budowę J-5A zakończono w 1969 roku.
- JJ-5 – zbudowana przez chińskich inżynierów z Chengdu Aircraft Corporation w 1964 roku dwumiejscowa wersja szkolno-bojowa (ale z pomocą radzieckich inżynierów, w ZSRR istniał podobny projekt przebudowy samolotu MiF-17 na dwumiejscową wersje szkolno-bojową, ale nigdy jej nie zrealizowano). Gotowy JJ-5 po raz pierwszy wzbił się w powietrze 8 maja 1966 roku. Produkcja tego typu samolotu trwała aż do 1986 roku kiedy to wyprodukowano ostatni, 1061 egzemplarz.
- J-5 torpedowo/bombowy – niezrealizowana wersja przeznaczona dla lotnictwa morskiego. Prace zakończono na etapie wybudowania jednego egzemplarza prototypowego.
- F-5 – wersja eksportowa samolotu J-5.

## Bibliografia

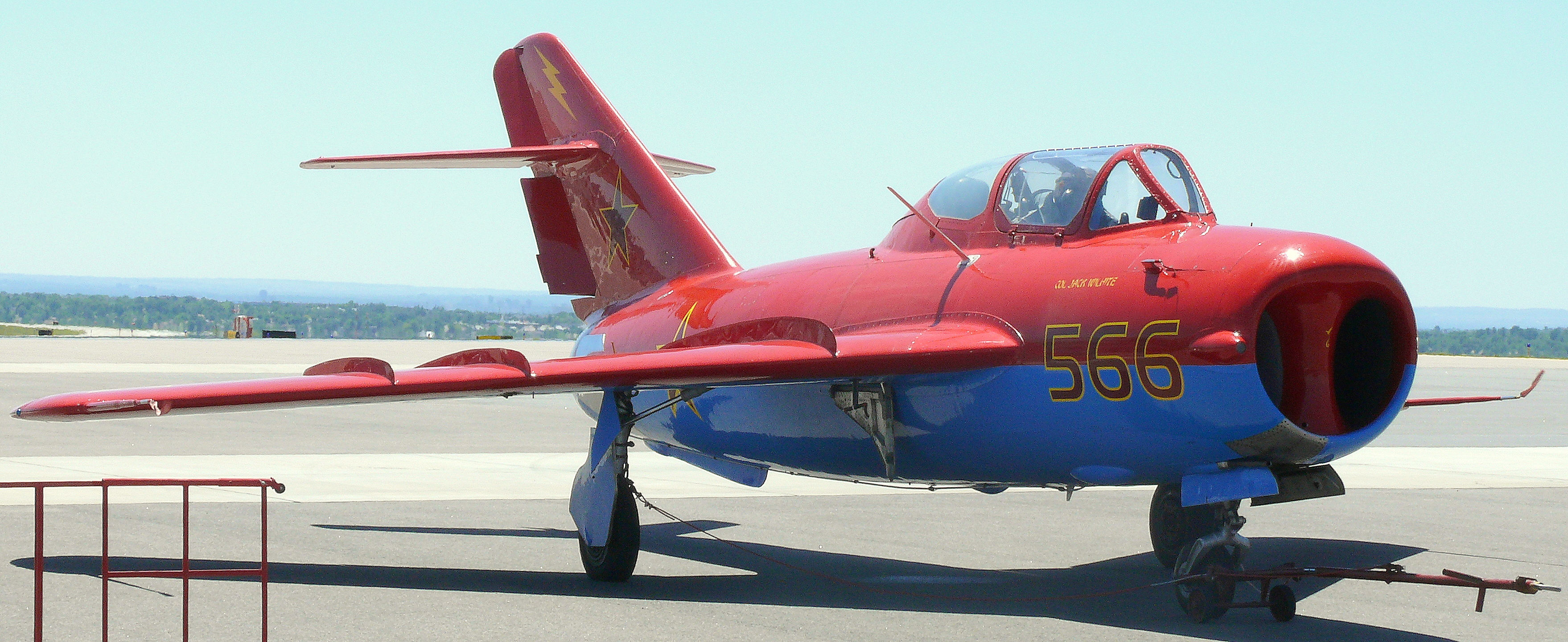
JJ-5